# Algodres (Figueira de Castelo Rodrigo)
Algodres ist ein Ort und eine ehemalige Gemeinde (Freguesia) im portugiesischen Kreis Figueira de Castelo Rodrigo. Die Gemeinde hatte 294 Einwohner (Stand 30. Juni 2011).
Am 29. September 2013 wurden die Gemeinden Algodres, Vale de Afonsinho und Vilar de Amargo zur neuen Gemeinde União das Freguesias de Algodres, Vale de Afonsinho e Vilar de Amargo zusammengeschlossen. Algodres ist Sitz dieser neu gebildeten Gemeinde.